# باشگاه فوتبال میالبی
میالبی آلمانا ایدروتسفورنینگ یا، میالبی و یا به اختصار MAIF، یک باشگاه فوتبال حرفه ای سوئدی مستقر در هالویک است. این باشگاه وابسته به بلکینگ فوتبولفوربوند است و بازی های خانگی خود را در استراندوالن انجام می دهد. این باشگاه هم‌اکنون در لیگ برتر فوتبال سوئد، بالاترین سطح فوتبال این کشور، مشغول به فعالیت است. میالبی با ۹ فصل حضور در لیگ برتر فوتبال سوئد، موفق‌ترین تیم فوتبال از استان بلکینگه است.

## رنگ‌ها و نمادها
رنگ‌های اصلی تشکیل دهنده لوگوی این تیم آبی و زرد هستند که بازتاب آن‌را در لباس‌های میالبی می‌توان دید. این رنگ‌ها از آپریل ۱۹۳۹، جزئی از هویت باشگاه هستند.

## افتخارات
- لیگ دسته یک فوتبال سوئد(سطح دوم)
  - قهرمان (۲): ۲۰۰۹, ۲۰۱۹